# Антонис Стериакис
Антонис Стериакис (на гръцки: Αντώνης Στεργιάκης) е гръцки футболист, който играе като вратар за Панетоликос.

## Биография
Роден е на 16 март 1999 година в Солун, Гърция. Стериакис е юноша на „Славия“. В сезона 2015 – 2016 година Стериакис става шампион на България със „Славия“ в Елитната юношеска група до 19 години, като на няколко пъти е включван в групата на мъжкия състав за мачовете от А група. Прави проби в юношеския отбор на „Рома“. Дебютира за мъжкия отбор на Славия на 21 август 2016 година, когато влиза като резерва в 76 минута в мача срещу Левски (София), загубен с 4:0.
На 10 април 2017 година Стериакис е официално номиниран за наградата Златно момче за 2017 година, като става вторият гръцки футболист с номинация за наградите от 2017 година заедно с Лазарос Ламбру.

## Статистика по сезони
| Сезон    | Отбор              | Първенство  | Мачове | Голове |
| -------- | ------------------ | ----------- | ------ | ------ |
| 2016 пр. | Тиелла (Чалджиево) | Гама Етники | 5      | 0      |
| 2016/17  | Славия (София)     | Първа лига  | 8      | 0      |
| 2017/18  | Славия (София)     | Първа лига  | 9      | 0      |